# Cầu Braník

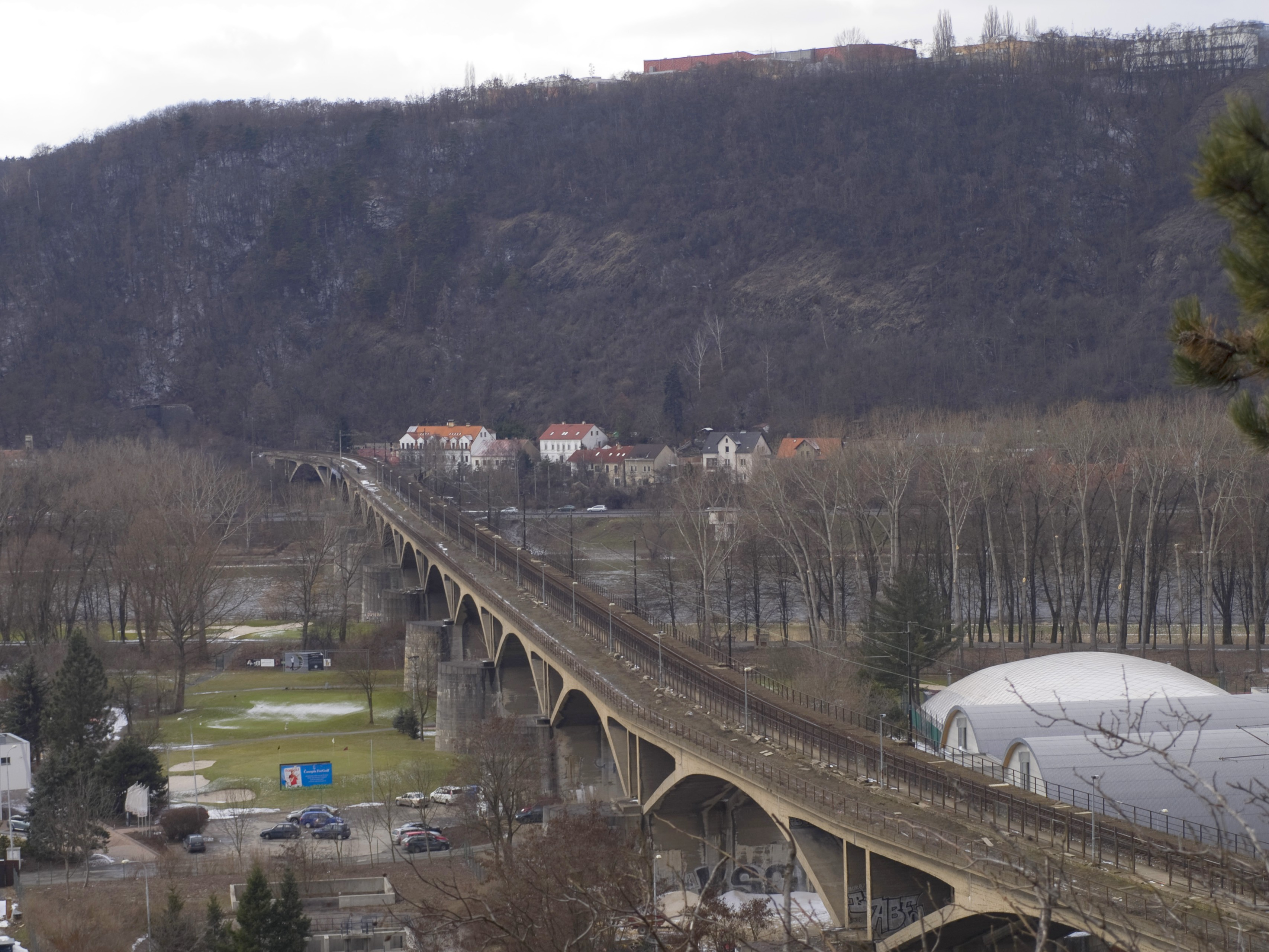
Cầu Branický

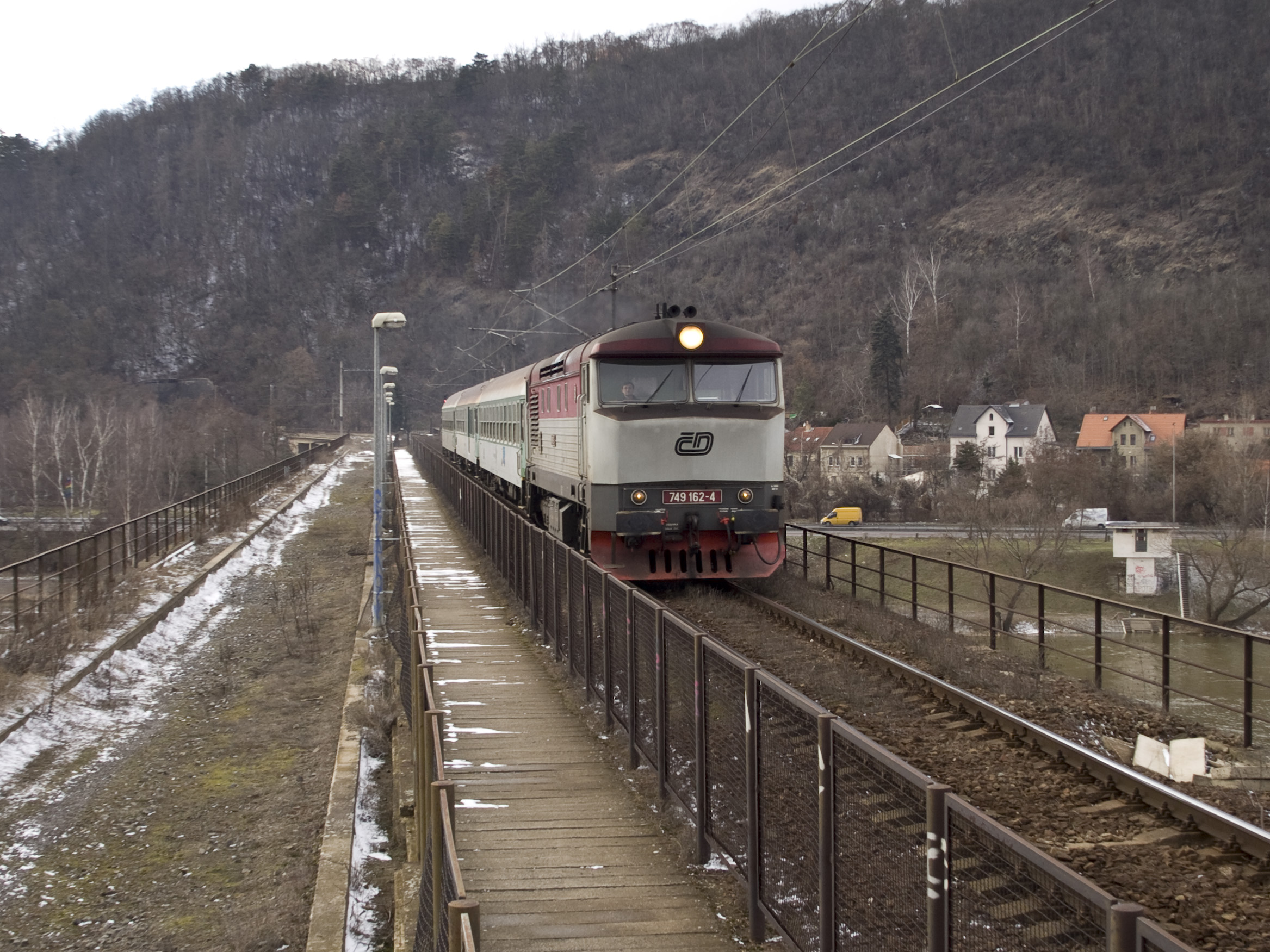
Mặt cầu

Cầu Braník (tiếng Séc: Branický most) là một cây cầu đường sắt, được xây bằng bê tông cốt thép có làn đường dành cho người đi bộ ở Praha, Cộng hòa Séc, bắc qua sông Vltava từ Malá Chuchle đến biên giới Braník và Hodkovičky. Cây cầu được xây dựng từ năm 1949–1955 và đưa vào khai thác vận tải đường sắt vào ngày 30 tháng 5 năm 1964, có chiều dài dài 910 mét, rộng 14 mét.
Là một phần của Branická spojka (Tuyến nhánh Braník), cây cầu là công trình liên kết tuyến Praha – Pilsen với tuyến tuyến  Nusle – Modřany. Đường đi bộ nối quận Braník với quận Malá Chuchle.

## Lịch sử
Cây cầu được quy hoạch xây dựng là một phần của đường sắt Praha. Cây cầu được bắt đầu xây dựng vào năm 1949 và hoàn thành vào năm 1955.

## Tên gọi
Cây cầu thường được gọi là cầu Braník - đặt theo tên quận Braník. Tuy nhiên, tên gọi không chính thức của nó, Cầu Intelligentsia (tạm dịch là cầu thông minh), lại được những cư dân lớn tuổi của thành phố ưa thích. Sau cuộc đảo chính Tiệp Khắc năm 1948, giới trí thức Tiệp Khắc bị bắt đi làm thuê. Một số lượng lớn trí thức ở Praha (luật sư, triết gia, giáo viên, v.v.) đã làm việc trên cây cầu, từ đó đã cho nó cái tên như vậy.

## Chức năng của cầu
Hiện nay, cầu được sử dụng để vận chuyển hàng hóa đi lại ngoài các ga hành khách lớn. Trong trường hợp khẩn cấp, các chuyến tàu chở khách từ tuyến đường sắt 171 giữa Ga Chính Praha và Beroun cũng đi qua cầu, kết nối với tuyến Beroun ở phía trước ga Praha-Radotín.
Mặt cầu hiện đang bị hư hỏng ở nhiều nơi, đặc biệt là ở phần đường ray do một số phần bê tông đã bị kẻ gian ăn cắp. Năm 2015, cây cầu được sửa chữa, chống thấm và phục hồi lại các vòm cầu.